# Baba Hassan Dey
Baba Hassan ou Hassan Ier en (arabe : بابا حسن ) est un sultan et dey d'Alger qui a régné entre les années 1681 et 1683.

## Biographie
Son prédécesseur est un vieux corsaire, Mohamed Trik, ennemi de la France ; il abandonne le pouvoir à son gendre Baba-Hassen. En effet le diwan d'Alger refuse de ratifier le traité accepté par le dey Mohamed-Trik à la suite du bombardement de l'amiral Duquesne qui dès lors, en situation de faiblesse et discrédité doit céder le pouvoir.
Baba Hassen prend donc ses fonctions en plein conflit avec la France, et doit faire face à une nouvelle expédition de Duquesne le 26 août 1682 sur Cherchell et Alger. Une trêve est conclue en septembre 1682, mais sans lendemain car les propositions de Baba Hassen sont rejetées par l'amiral Duquesne. Le 13 septembre les raïs (corsaires) font une percée menaçante et Duquesne est contraint de se retirer. Il revient cependant l'année suivante (1683) et bombarde à nouveau Alger. 
Baba Hassen est contraint de négocier la paix, convient d'un échange de captif incluant le raïs Mezzomorto. Ce dernier mécontent des dispositions du traité, parvient à convaincre Duquesne de le libérer pour en accélérer l'application. C'est en réalité un prétexte, Mezzomorto relance les pourparlers au palais de la Jenina, prend le pouvoir et fait exécuter Baba Hassen dont la conduite est jugée trop conciliante avec l'ennemi.